# Клаузилииды
Клаузилии́ды (лат. Clausiliidae) — семейство наземных лёгочных стебельчатоглазых моллюсков.

## Описание
Имеют веретеновидную или башневидную раковину длиной от 7 до 70 мм. Раковины обычно закручивается в левую сторону, реже она правозакручивающаяся (подсемейство Alopiinae). Число оборотов раковины может быть от 8 до 18. Верхние 2,5—3,5 оборота раковины образуются ещё на стадии яйца и отличаются от последующих оборотов формой и характером поверхности. Эти обороты называются эмбриональными. Вдоль раковины имеются спиральные рёбра. Устье раковины обычно выступающее, яйцевидной или грушевидной формы. В последнем обороте раковины находится замыкательный аппарат, состоящий из складок (на внешней стороне), пластинок (на внутренней стороне и столбике) и клаузилия. Клаузилий закрывает раковину, при втягивании тела моллюска в неё, он верхним концом прикрепляется к столбику. Кожный покров тела сильно морщинистый серый или почти чёрный. На голове имеется две пары щупалец. На подошве ноги без продольных полос, как у большинства других семейств стебельчатоглазых моллюсков. Около заднего конца длинного лёгким находятся почки и сердце.

## Образ жизни
Являются типичными обитателями лесов, развиваются в лесной подстилке и гниющей древесине. Как правило, требовательны характеристикам освещения и увлажнения. В сырую погоду поднимаются стволы деревьев вверх. Редко встречаются открытых и сухих местообитаниях. Иногда образуют большие скопления.

## Классификация
В мировой фауне около 1500 видов. Семейство разделено на 11 подсемейств.
- Clausiliinae Grey, 1855
- Alopiinae Wagner, 1913
- Baleinae Wagner, 1913
- † Constrictinae Nordsieck, 1981
- Garnieriinae Boettger, 1926
- † Eualopiinae Nordsieck, 1978
- Laminiferinae Wenz, 1923
- Mentissoideinae Lindholm, 1924
- Neniinae Wenz, 1923
- Phaedusinae Wagner, 1922
- Serrulininae Ehrmann, 1927

## Кариотип
В кариотипе от 24 до 31 пары хромосом. Преобладающим вариантом является 24 пары хромосом.

## Палеонтология
В ископаемом состоянии найдены в отложениях нижнего мела.

## Распространение
Ареал семейства разделяется на три изолированные части: 1) Европа, Кавказ и Передняя Азия, Северная Африка; 2) южная и восточная часть Азии; 3) северо-запад Южной Америки.